# Archibracon flaviceps
Archibracon flaviceps är en stekelart som först beskrevs av Brulle 1846.  Archibracon flaviceps ingår i släktet Archibracon och familjen bracksteklar. Utöver nominatformen finns också underarten A. f. minor.